# Villa Wagner (Kadaň)
Villa Wagner (čp. 848) je honosný vilový dům v Kadani. Nachází se v Klášterecké ulici (dříve Vernéřovská) v předměstské vilové čtvrti dříve známé jako čtvrť Svatovojtěšská. Autorem projektu je významný kadaňský vilový architekt a stavitel Johann Petzet. Stavebníky a prvními majiteli vily byli manželé Karl a Anna Wagnerovi. Karl Wagner byl kadaňský řezník a přední dodavatel masa pro řadu restauračních zařízení v Kadani. Stavební práce dokončila firma Johanna Petzeta koncem roku 1927.

## Výstavba
Počátkem roku 1927 si manželé Karl a Anna Wagnerovi objednali u kadaňského architekta a stavitele Johanna Petzeta projekt nové vily. Petzet v krátké době zhotovil kompletní projektovou dokumentaci a již v únoru 1927 bylo Wagnerovým vydáno stavební povolení. Na exkluzivním pozemku ve Vernéřovské ulici (nyní Klášterecká) začala vznikat Villa Wagner. Zvláště výrazný prvek představuje hlavní vchod, který je zdoben dvěma antikizujícími sloupy s tzv. toskánskými hlavicemi. Na žádost stavebníků byla ještě v březnu 1927 schválena zásadní změna projektu. Vila totiž směla být postavena o metr dále od tzv. regulační (uliční) linie, než to vyžadovala pravidla Stavebního úřadu v Kadani. Výjimka byla Wagnerovým udělena na základě jejich argumentace, že je ve Vernéřovské ulici čilý dopravní ruch, a tudíž i prašnost, a rozšíření předzahrádky povede k významnému zvýšení kvality bydlení.
Úřední kolaudace nové Villy Wagner proběhla ještě v prosinci roku 1927. V čele kolaudační komise stanul Josef Mockner, stavební referent Správní komise města Kadaně. Dalšími členy byli Ing. Hans Jungwirth, vedoucí Stavebního úřadu v Kadani, a MUDr. Franz Patera, městský lékař. Kromě Karla a Anny Wagnerových se komisionální prohlídky novostavby osobně zúčastnil také architekt Johann Petzet. Manželé se do vily nastěhovali v lednu 1928. Roku 1929 vznikl v sousedství vily nový dům čp. 895, který obýval úředník Sigmund Wagner s manželkou Annou a dcerou Annaliese. Tato rodina byla s obyvateli Villy Wagner vzdáleně příbuzná.
Řada rekonstrukcí, kterými vila později prošla částečně pozměnila její původní architektonickou formu, což platí především o fasádě.

## Majitelé
Stavebníky a prvními majiteli Villy Wagner byli manželé Karl a Anna Wagnerovi. Karl Wagner (*1872), rodák z Kadaně, byl provozovatelem úspěšné řeznické živnosti. Byl předním dodavatelem masa do řady restaurací a hostinců v Kadani. Roku 1902 se v děkanském kostele Povýšení svatého Kříže v Kadani oženil s Annou (*1877), také pocházející z Kadaně, a před stavbou vlastní vily žili v jednom z domů v Žatecké ulici (dříve Kovářská) na Špitálském předměstí. Wagnerovi neměli děti. Důvodem mohl být špatný zdravotní stav Anny Wagner, která často stonala. V lednu 1941 byla převezena do nemocnice u kadaňského alžbětinského kláštera, kde byla následně hospitalizována celý rok. Na začátku roku 1942 byla propuštěna domů, a ještě v lednu téhož roku ve Ville Wagner zemřela. Karl Wagner zůstal ve vile sám. Přechodně ve vile v letech 1942 až 1943 pobývala jejich příbuzná Lieselotte Wagner (*1923), pocházející z Vojkovic, která byla v Kadani zaměstnána jako učitelka. Jejím manželem byl obchodník Franz Wagner ze Svatošských skal u Karlových Varů. Ihned po skončení Druhé světové války byla ovdovělému Karlu Wagnerovi Villa Wagner zkonfiskována a on sám byl v červnu 1945 vypovězen z Kadaně a Československa do okupovaného Německa.